# Randig trädklättrare
Randig trädklättrare (Dendrocolaptes sanctithomae) är en fågel i familjen ugnfåglar inom ordningen tättingar.

## Utbredning och systematik
Randig trädklättrare delas in i fyra underarter:
- Dendrocolaptes sanctithomae scheffleri – förekommer i Stillahavssluttningen i Guerrero och Oaxaca i sydvästra Mexiko
- Dendrocolaptes sanctithomae sanctithomae – förekommer från Veracruz i södra Mexiko till norra och västra Colombia
- Dendrocolaptes sanctithomae hesperius – förekommer i Stillahavssluttningen i sydvästra Costa Rica och västra Panama
- Dendrocolaptes sanctithomae punctipectus – förekommer i norra Colombia samt i Zulia och norra Merida i nordvästra Venezuela

Sedan 2016 urskiljer Birdlife International och naturvårdsunionen IUCN punctipectus som den egna arten Dendrocolaptes punctipectus. 

## Status
IUCN bedömer hotstatus för punctipectus och övriga underarter var för sig, punctipectus som nära hotad och resterande population som livskraftig.